# Голідей-Лейкс (Техас)
Голідей-Лейкс (англ. Holiday Lakes) — місто (англ. town) в США, в окрузі Бразорія штату Техас. Населення — 991 особа (2020).

## Географія
Голідей-Лейкс розташований за координатами 29°12′25″ пн. ш. 95°30′39″ зх. д. / 29.20694° пн. ш. 95.51083° зх. д. (29.206812, -95.510819).  За даними Бюро перепису населення США в 2010 році місто мало площу 2,50 км², з яких 2,23 км² — суходіл та 0,27 км² — водойми.

## Демографія
Згідно з переписом 2010 року, у місті мешкало 1107 осіб у 334 домогосподарствах у складі 263 родин. Густота населення становила 444 особи/км².  Було 391 помешкання (157/км²).
Расовий склад населення:
| - 76,8 % — білих - 1,7 % — чорних або афроамериканців - 0,5 % — вихідців з тихоокеанських островів - 0,4 % — корінних американців - 0,1 % — азіатів - 18,8 % — осіб інших рас |

До двох чи більше рас належало 1,8 %. Частка іспаномовних становила 59,3 % від усіх жителів.
За віковим діапазоном населення розподілялося таким чином: 32,4 % — особи молодші 18 років, 60,8 % — особи у віці 18—64 років, 6,8 % — особи у віці 65 років та старші. Медіана віку мешканця становила 29,2 року. На 100 осіб жіночої статі у місті припадало 96,6 чоловіків;  на 100 жінок у віці від 18 років та старших — 93,3 чоловіків також старших 18 років.
Середній дохід на одне домашнє господарство  становив 37 385 доларів США (медіана — 30 833), а середній дохід на одну сім'ю — 39 991 долар (медіана — 38 182). Медіана доходів становила 46 705 доларів для чоловіків та 18 125 доларів для жінок. За межею бідності перебувало 35,9 % осіб, у тому числі 41,5 % дітей у віці до 18 років та 13,2 % осіб у віці 65 років та старших.
Цивільне працевлаштоване населення становило 309 осіб. Основні галузі зайнятості: будівництво — 23,6 %, мистецтво, розваги та відпочинок — 18,4 %, виробництво — 18,1 %.